# NGC 1532
NGC 1532 est une très vaste galaxie spirale barrée située dans la constellation de l'Éridan. NGC 1532 a été découverte par l'astronome écossais James Dunlop en 1826.

## Caractéristiques
La classe de luminosité de NGC 1532 est II et elle présente une large raie HI.

### Distance
Sa vitesse par rapport au fond diffus cosmologique est de 984 ± 6 km/s, ce qui correspond à une distance de Hubble de 14,5 ± 1,0 Mpc (∼47,3 millions d'al).
À ce jour, 16 mesures non basées sur le décalage vers le rouge (redshift) donnent une distance de 17,887 ± 1,805 Mpc (∼58,3 millions d'al), ce qui est tout juste à l'extérieur des valeurs de la distance de Hubble. Notons que c'est avec la valeur moyenne des mesures indépendantes, lorsqu'elles existent, que la base de données NASA/IPAC calcule le diamètre d'une galaxie et qu'en conséquence le diamètre de NGC 1532 pourrait être d'environ 92,9 kpc (∼303 000 al) si on utilisait la distance de Hubble pour le calculer.

### Morphologie
NGC 1532 a été utilisée par Gérard de Vaucouleurs comme une galaxie de type morphologique SB(s)b pec sp dans son atlas des galaxies,.

### Luminosité dans l'infrarouge
La luminosité de la galaxie NGC 1532 dans l'infrarouge lointain (de 40 à 400 µm)  est égale à 8,71 × 109 {\displaystyle L_{\odot }} (109,94{\displaystyle L_{\odot }}) et sa luminosité totale dans l'infrarouge (de 8 à 1 000 µm) est de 1,02 × 1010 {\displaystyle L_{\odot }} (1010,01{\displaystyle L_{\odot }}).

## Paire de galaxies en interaction
NGC 1532 est en interaction gravitationnelle avec la galaxie naine NGC 1531.

## Supernova
La supernova SN 1981A a été découverte dans NGC 1532 le 2 mars par l'astronome amateur australien Robert Evans. Le type de cette supernova n'a pas été déterminé.

## Groupe de NGC 1532

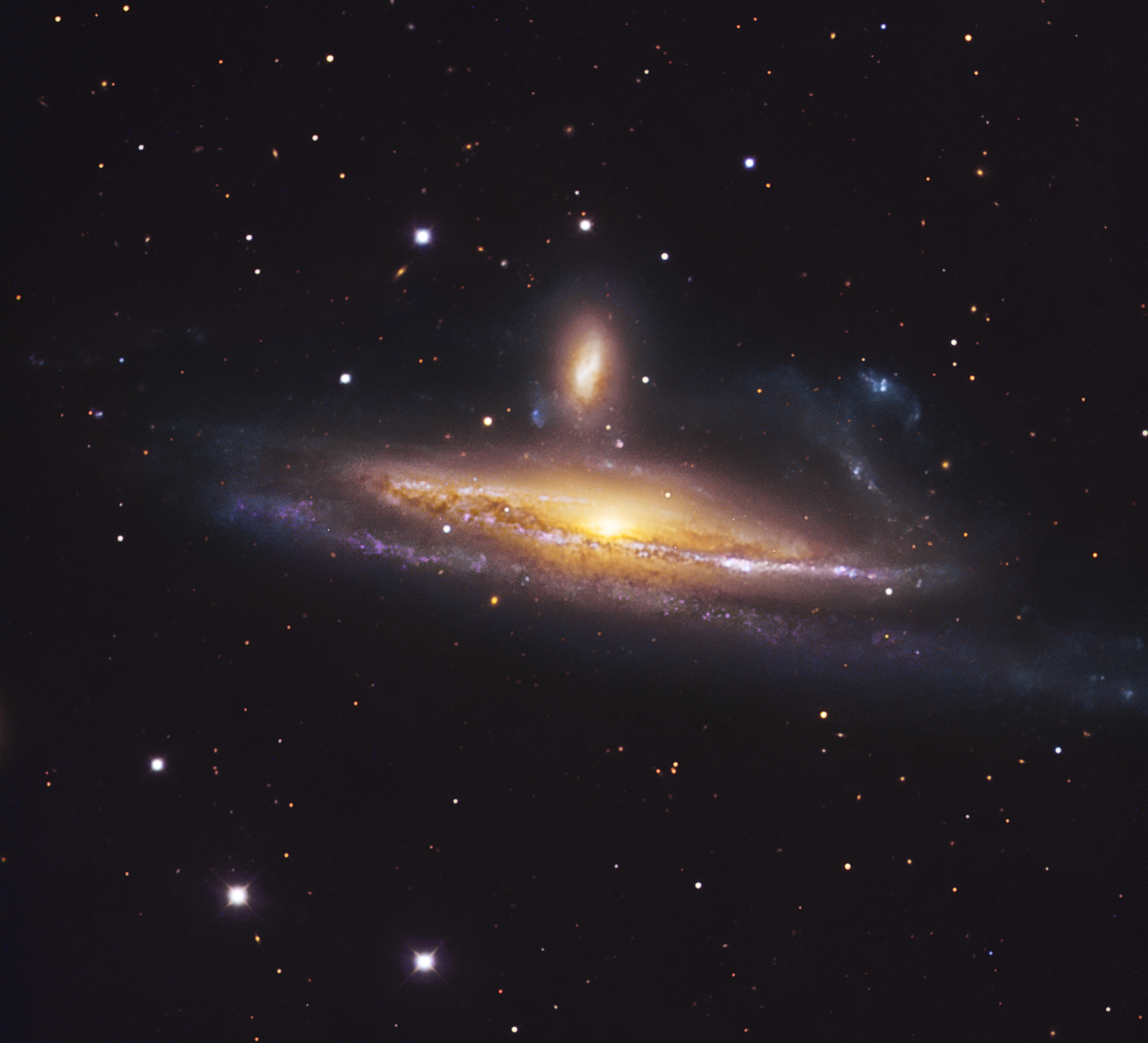
NGC 1531 (en haut) et NGC 1532 par le télescope VLT.

NGC 1532 est la galaxie la plus vaste et la plus brillante d'un groupe qui porte son nom. Le groupe de NGC 1532 comprend au moins 9 autres galaxies selon A.M. Garcia :  IC 2040, IC 2041, NGC 1531, NGC 1537, ESO 2359-29, ESO 359-31, ESO 420-5, ESO 420-6 et ESO 420-9. Le site « Un Atlas de l'Univers » de Richard Powell mentionne également l'existence de ce groupe, mais il n'y figure que 4 galaxies, soit les trois galaxies du catalogue NGC et ESO 420-9.
Bien que situées dans la même région du ciel, la galaxie ESO 420-5 de la liste de Garcia ne fait certainement pas partie du groupe de NGC 1532, car sa distance est de 111,9 ± 7,8 Mpc (∼365 millions d'al), ce qui la situe bien au-delà des autres galaxies.